# 鴻龐氏

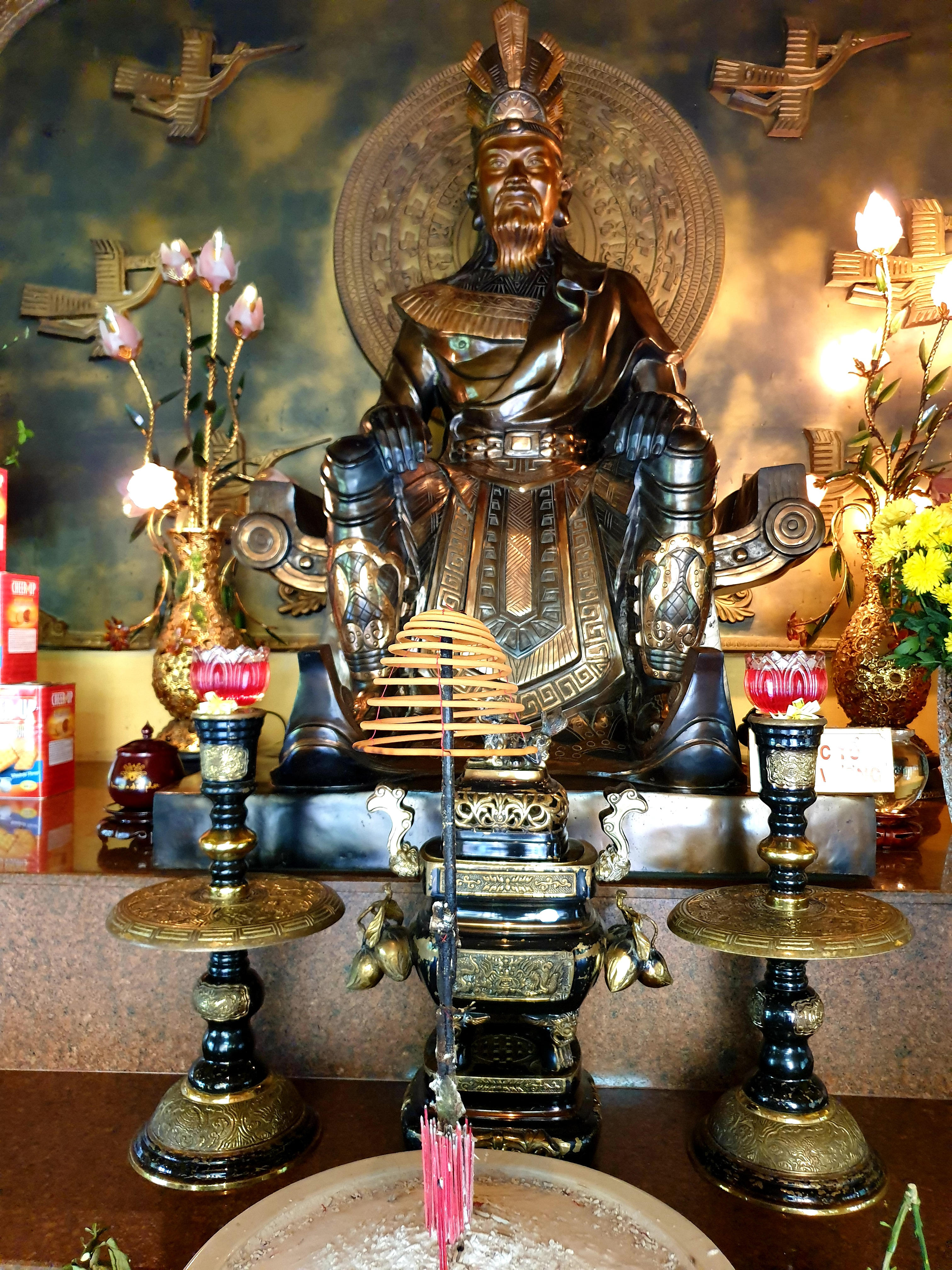
胡志明市騷壇公園內雄王廟的雄王神像

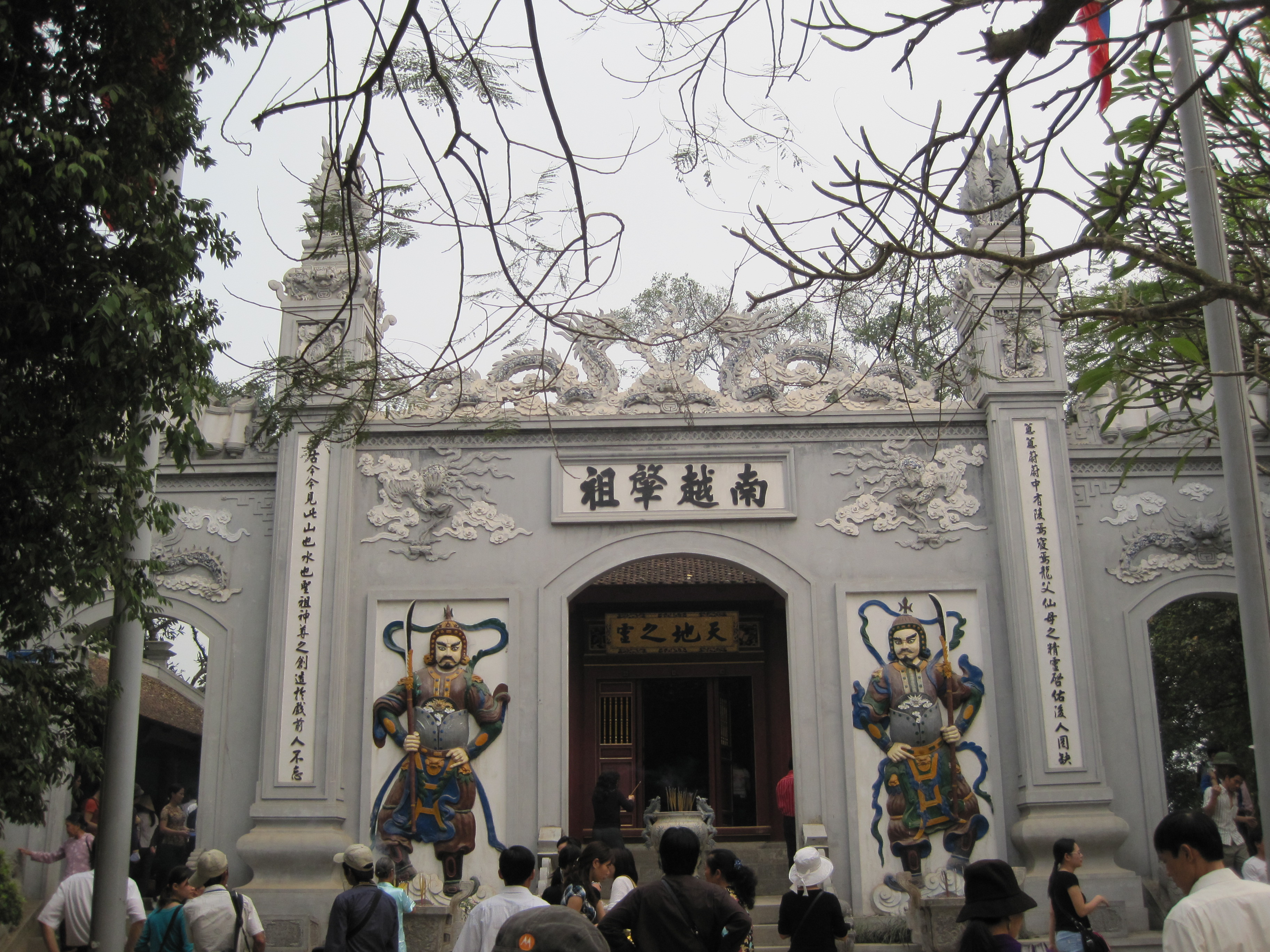
越南越池市雄王庙

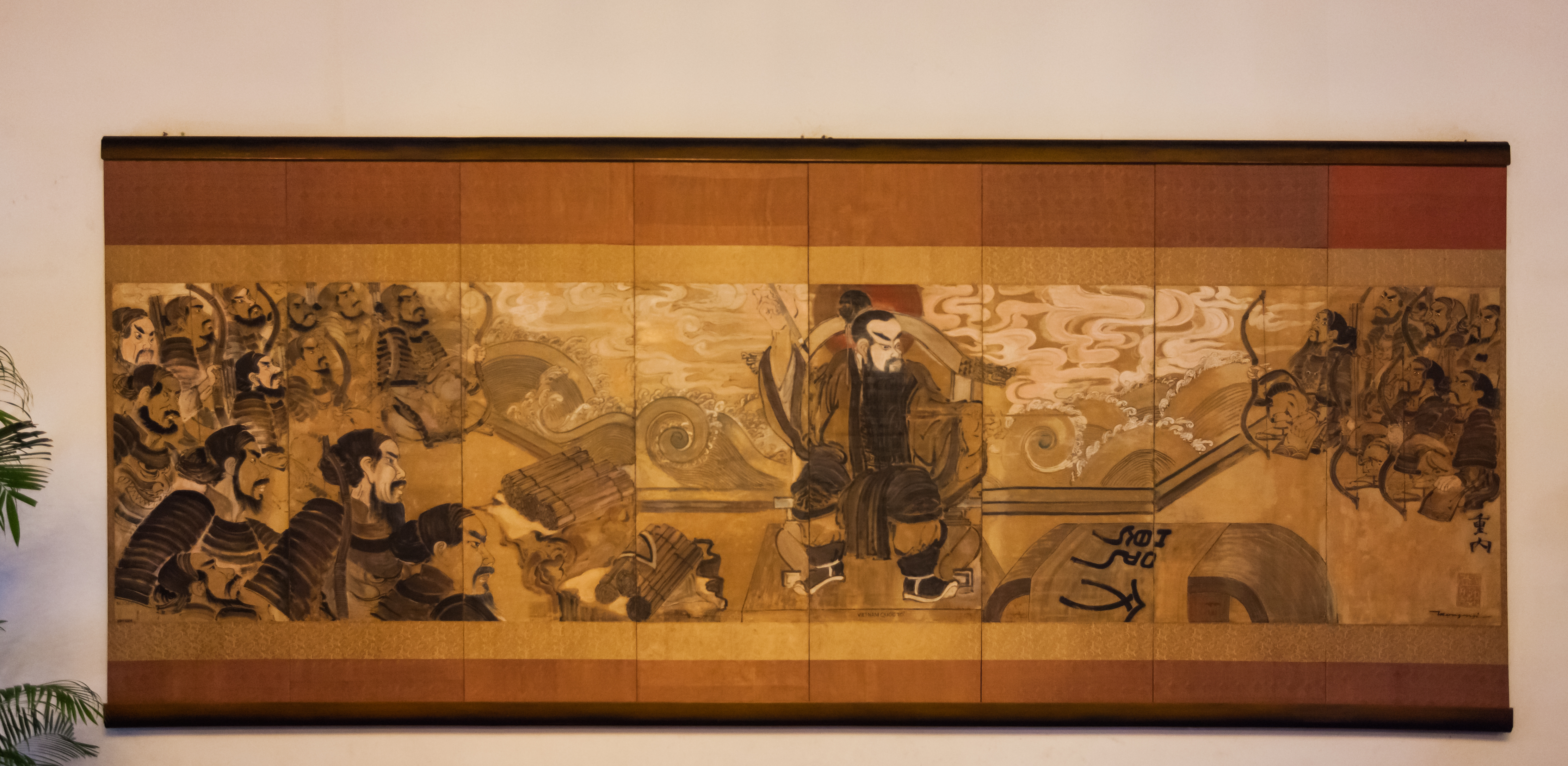
胡志明市統一宮的雄王畫像

鴻龐氏（「鴻龐」 ，又作「鴻厖」），是越南傳說時期中最古老的王朝，也被視為越南國家的開端。傳說鴻龐氏存在於公元前2879年至前258年 ，君主的稱號為「雄王」、「雒王」或「碓王」，曾使用「赤鬼國」、「文郎國」等國號。中國古籍中所提到的駱越（又作雒越），就與鴻龐氏的傳說相關。

## 起源
根據《大越史記全書·外紀·鴻厖紀》、《嶺南摭怪·鴻龐氏傳》等越南古籍的說法，鴻龐氏系出中國傳說裡的炎帝神農氏。神農氏三世孫帝明在南巡五嶺時，娶婺仙女，生涇陽王（名叫祿續）。帝明有意將帝位傳給涇陽王，但本身已有長子帝宜，涇陽王「固讓其兄」，放棄繼承權，帝明便決定由帝宜繼位，統治北方，並將涇陽王封到南方，實行統治，國號赤鬼國（Xích Quỷ），以「壬戌年（公元前2879年）」為元年。
據《嶺南摭怪》所說，涇陽王具有「能行水府」的神力，並娶了「洞庭君龍王」的女兒，生貉龍君（越南語：Lạc Long Quân；名叫崇纜，越南語：Sùng Lãm）。其後，涇陽王「不知所終」，由貉龍君「代治其國」。
有關涇陽王娶「洞庭君之女」的傳說情節，中國學者戴可來認為，這「顯然是來自唐代的著名傳奇《柳毅傳書》」。

## 傳說中的鴻龐氏君主貉龍君

### 貉龍君的統治
在傳說中，貉龍君 「事神術，變現萬端」，擁有法力，並能出入「水府」（水中宮殿），又將領地治理得井井有條，「教民耕稼農桑，始有君臣尊卑之等，父子夫婦之倫。」貉龍君「或時歸水府」，人民須要幫忙時向他呼喚，就會「龍君即來，其顯靈感應，人莫能測」。

### 「百粵之祖」
傳說，貉龍君娶神農氏帝宜之孫，帝來之女嫗姬，兩人生下一胞，「胞中開出百卵，一卵生一男，乃取歸而養之。不勞乳哺，各自長成。秀麗奇異，智勇俱全，人人畏服，其非常之兆」，「是為百粵之祖」。但由於貉龍君是「龍種，水族之長」，要經常出入「水府」，便與嫗姬商量：「吾將五十男歸水府，分治各處。五十男從汝居地上，分國而治。登山入水，有事相聞，無得相廢。」！

## 雄王世襲統治的傳說
嫗姬帶領五十位兒子居於峰州，推舉「雄長者為主」，稱號為「雄王」（越南語：Hùng Vương），並使用「文郎」（越南語：Văn Lang）為國號。此後，鴻龐氏延續了十八世，再加上涇陽王和貉龍君，君王凡20位。
除了涇陽王和貉龍君之外，其他十八世雄王的名號皆不見於越南的正史。日本學者岩村成允在其所著的《安南通史》，將雄王世系列舉如下：
1. 陸陽王（Kinh Dương Vương），即涇陽王
2. 雄賢王（Hùng Hiển Vương），即貉龍君
3. 雄國王（Hùng Quốc Vương）雄麟
4. 雄曄王（Hùng Diệp Vương）
5. 雄犧王（Hùng Hy Vương）
6. 雄暉王
7. 雄昭王（Hùng Chiêu Vương）
8. 雄暐王（Hùng Vi Vương）
9. 雄定王（Hùng Định Vương）
10. 雄曦王（Hùng Nghi Vương）
11. 雄楨王（Hùng Trinh Vương）
12. 雄武王（Hùng Vũ Vương）
13. 雄越王（Hùng Việt Vương）
14. 雄英王（Hùng Anh Vương）
15. 雄朝王（Hùng Triệu Vương）
16. 雄造王（Hùng Tạo Vương）
17. 雄毅王（Hùng Nghị Vương）
18. 雄璿王（Hùng Tuyên Vương）

近代越南學者陳重金（即陳仲金）對鴻龐氏世襲的傳說有所質疑，認為「縱觀自涇陽王至雄王18世，君王凡20易，而從壬戌年（公元前2879年）計起至癸卯年（公元前258年），共2622年。若取長補短平均計算，每位君王在位約150年！雖係上古時代之人，也難有這麼多人如此長壽。觀此則足可知道，鴻龐時代之事，不一定是確實可信的。」
現代的越南學者則認為，十八世雄王事實上指的是十八個王朝，這些王朝分別屬於不同的文化時期。在青銅器時代，雄王以水稻文明而興起於紅河三角洲。雄王時代晚期發生了數場戰爭。
| - 早期 (約前2879年–前2000年) - 乾支 (chi Càn，第一王朝，約前2879年 – 前2794年) - 坎支 (chi Khảm，第二王朝，約前2793年 – 前2525年) - 艮支 (chi Cấn，第三王朝，約前2524年 – 前2253年) - 震支 (chi Chấn，第四王朝，約前2254年 – 前1913年) | - 豐原文化 (約前2000年–前1500年) - 巽支 (chi Tốn，第五王朝，約前1912年 – 前1713年) - 離支 (chi Ly，第六王朝，約前1712年 – 前1632年) - 坤支 (chi Khôn，第七王朝，約前1631年 – 前1432年) | - 銅豆文化 (約前1500年–前1100年) - 兌支 (chi Đoài，第八王朝，約前1431年 – 前1332年) - 甲支 (chi Giáp，第九王朝，約前1331年 – 前1252年) - 乙支 (chi Ất，第十王朝，約前1251年 – 前1162年) - 丙支 (chi Bính，第十一王朝，約前1161年 – 前1055年) |

| - 孤椚文化 (約前1100年–前800年) - 丁支 (chi Đinh，第十二王朝，約前1054年 – 前969年) - 戊支 (chi Mậu，第十三王朝，約前968年 – 前854年) - 己支 (chi Kỷ，第十四王朝，約前853年 – 前755年) | - 東山文化 (約前800年–前258年) - 庚支 (chi Canh，第十五王朝，約前754年 – 前661年) - 辛支 (chi Tân，第十六王朝，約前660年 – 前569年) - 壬支 (chi Nhâm，第十七王朝，約前568年 – 前409年) - 癸支 (chi Qúy，第十八王朝，約前408年 – 前258年) |  |

## 與中國古代王朝及國家的關係

### 扶董為雄王擊退「殷寇」的傳說

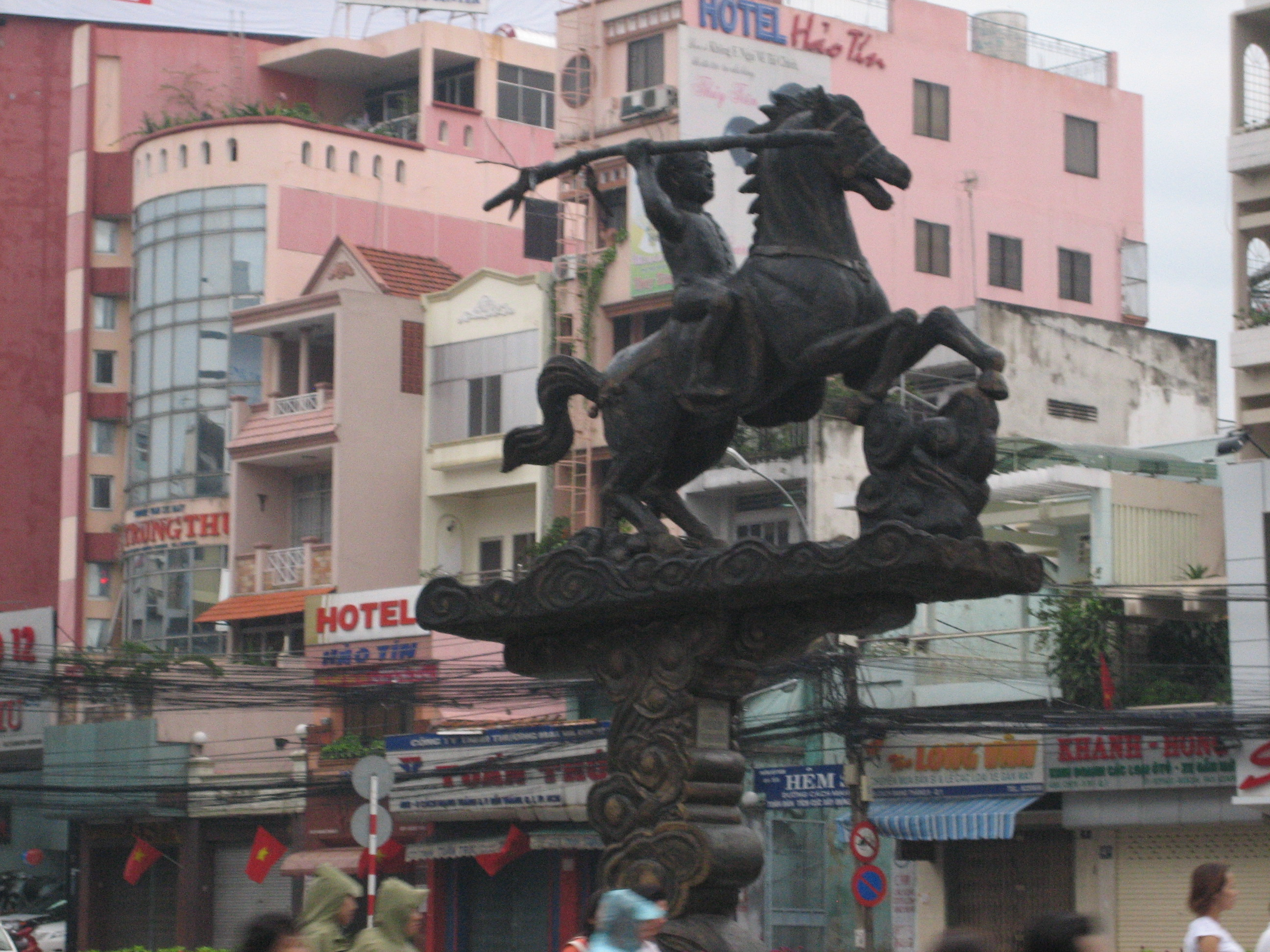
越南傳說裡的扶董天王

根據《嶺南摭怪》裡的越南傳說，中國殷代時，雄王因「缺朝覲之禮」，而招來殷王率來襲（又稱「殷寇」；而《大越史記全書·外紀·鴻厖紀》則說是「雄王六世」時期的「國內有警」）。正當大軍壓境時，仙遊縣（或作武寧縣）扶董鄉的一位三歲童子自動請纓，帶領雄王軍隊來到殷軍陣前，「揮劍前進，官軍（雄王軍）後從。殷王死陣前」，而童子亦隨即「脫衣騎馬升天」。其後，雄王尊該名童子為「扶董天王」，立祠拜祭。
近代越南學者陳重金（即陳仲金）以實事求是的態度，指出中國殷朝入侵的傳說「實屬謬誤」，理由是：「中國殷朝位於黃河流域一帶，即今之河南、直隸、山西和陝西地區。而長江一帶全是蠻夷之地。從長江至我北越相隔路途甚為遙遠。即使當時我國有鴻龐氏為王，無疑也不會有甚麼紀綱可言，無非像芒族的一位郎官而已，因此他與殷朝無任何來往，怎能引起彼此間的戰爭。而且，中國史書也沒有任何之處記載此事。因此，有甚麼理由說殷寇就是中國殷朝之人呢？」因此陳重金將之視作「有一股賊寇稱為殷寇」而已。

### 越裳氏向西周進貢的傳說
中國古籍裡的越裳氏獻白雉於周的說法，亦被越南傳說所吸收，並與鴻龐氏拉上關係。據《嶺南摭怪》所說，「周成王時，雄王命其臣稱越裳氏，獻白雉於周。」亦即是說，鴻龐氏的君主派出使節，以「越裳氏」之名，入貢於周。一如中國的古籍，周公認為自己德行不足，於是退回了這次貢物，並賜以重賞，將來使送回。这越裳其实是掸族。

### 與越王勾踐的關係
據越南古籍《越史略·卷上·國初沿革》所說，中國春秋時代的「越王勾踐嘗遣使來諭，碓王拒之。」亦即是說，越王勾踐有意招攬鴻龐氏的國君，但遭拒絕。按照這條資料，中國信史中的越王勾踐與越南傳說中的鴻龐氏，處於不相統屬的狀態。

## 傳說中鴻龐氏時期的制度和民俗

### 統治制度的傳說
據傳說，鴻龐氏亦有一套官僚制度。在雄王以下置相，稱為「貉侯」，將領稱為「貉將」（又稱為「雄將」）。王子稱為「官郎」，王女稱為「媚娘」。官員則稱為「蒲正」（又作「蒲政」或「蒲廷」）。而臣僕奴隸稱為「稍稱」，臣稱為「瑰」。世世父傳子，稱為「父道」（又作「逋導」）。
據1970年代學者的研究，在越南歷史裡，甚至到八月革命前，在越南還存留著類似制度及官職稱謂。

### 越南古代民俗的發源傳說
一些越南的古老風俗，都被越南古代史家認為是始創自鴻龐時代。例如，上古先民以漁獵為生，經常被「蛟龍」所咬傷，雄王便命人在身體上刺畫龍、水怪等圖案，令「蛟龍」不敢咬人，於是開始有「百粵文身之俗」；傳說當時越南「民用未足」，於是人們就「以木皮為衣，織菅草為席，以米汁為酒，以榔桄棕桐為飯，禽獸魚鱉為鰔（魚露），薑根為鹽」；還有上古時候越南人農作時「刀耕火種」，在山川活動時「剪短其髮」，初生嬰兒「以蕉葉臥之」，別人死後將其遺體「以杵舂之，令鄰人聞得來救」等等的風俗習慣，都被視為鴻龐氏時所有的。

## 滅亡的傳說
據傳說，雄王共傳了十八世，到公元前257年，蜀泮因為先祖向鴻龐氏要求通婚被拒，便籍此興兵入侵。鴻龐氏的最後一代雄王自恃兵強將勇，說「我有神力，蜀不畏乎！」於是疏於防範，飲酒作樂。結果雄王因酒後「沉醉未醒，乃吐血墮井薨，其眾倒戈降蜀。」至此，鴻龐氏被蜀泮取而代之。

## 有關鴻龐氏疆域的傳說
越南的各部史籍，對於上古越南民族或鴻龐氏的勢力範圍，有著略有不同的說法。
- 《越史略》卷上對上古交趾範圍的說法：「昔黄帝既建萬國，以交趾遠在百粤之表，莫能統屬，遂界於西南隅，其部落十有五焉，曰交趾、越裳、武寧、軍寧、嘉寧、寧海、陸海、湯泉、新昌、平文、文郎、九真、日南、懷驩、九德，皆禹貢之所不及。」[8]
- 《大越史記全書‧外紀‧鴻厖紀》的說法：「其國東夾南海，西抵巴蜀，北至洞庭湖，南接胡孫國（即占城），分國為十五部，曰交趾、曰朱䳒、曰武寧、曰福祿、曰越裳、曰寧海、曰陽泉、曰陸海、曰武定、曰懷驩、曰九真、曰平文、曰新興、曰九德、以臣屬焉。其曰文郎，王所都也。」[7]
- 《嶺南摭怪‧鴻龐氏傳》的說法：「東夾南海，西抵巴蜀，北至洞庭湖，南至狐猻精國（即占城）。分國中為十五部（或作郡）：曰越裳、曰交趾、曰朱䳒、曰武寧、曰福祿、曰寧海、曰陽泉（或作陽海）、曰陸海、曰懷驩、曰九真、曰日南、日真定、曰文郎、曰桂林、日象郡等部，分歸弟治之。」[20]
- 《欽定越史通鑑綱目》對前代古籍說法，辯證為「侈大其辭」：「舊史載文郎國西抵巴蜀、北至洞庭，無乃過其實歟！夫洞庭地夾兩湖（中國湖南及湖北），實在百粵之北；巴蜀猶隔巂滇（屬中國雲南），不相接壤，舊史侈大其辭，殆與後蜀王之事皆屬傳虛，而未之考也。況所分十五部皆交阯、朱䳒以內，全無一部在北，可證其誣也。」[21]
- 陳重金（即陳仲金）認為：「這個傳說可能起源於貉龍君之後赤鬼國分為稱百越的許多國家，因此，今日湖廣地方仍稱百越之地。這也僅是揣測之詞，並無任何確切的憑證。」[22]

## 中國古籍中的「駱越」及「文狼人」
在中國古籍中，亦有與鴻龐氏有關的記載，稱之為「駱」或「駱越」。根據司馬遷《史記‧南越列傳》的記載，趙佗在華南、越北一帶稱王稱霸時，就用「財物賂遺」駱越，並將之「役屬」。司馬貞「索隱」引《廣州記》，對這裡提到的「駱」加以解釋：「交趾有駱田，仰潮水上下，人食其田，名為『駱人』。有駱王、駱侯。諸縣自名為『駱將』，銅印青綬，即今之令長也。後蜀王子將兵討駱侯，自稱為安陽王。」酈道元《水經注》卷三十七引《交州外域記》有大致相同的記載，但將各階級人物及事物稱號寫成「雒王」、「雒侯」、「雒將」、「雒民」、「雒田」等等。《廣州記》及《交州外域記》的說法，與越南傳說裡的雄王及蜀泮滅鴻龐氏的事跡大抵上吻合。
「駱越」在中國古籍裡，不單以遠古王朝的姿態出現，並且成為了越南地區裡長期存在的部落。據范曄《後漢書‧馬援列傳》所載，東漢大將馬援平定二徵起義後，「與越人申明舊制以約束之，自後駱越奉行馬將軍故事。」這個記載表明，到了中國的秦漢時代，「駱越」雖然喪失了自立自主，但仍是越南地區裡的一支較有代表性的部落。
此外，《水經注》卷三十六引《林邑記》，有一項與文郎有關的記載：「朱吾（位於今越南廣平省洞海南）以南，有文狼人，野居無室宅，依樹止宿，魚食生肉，採香為業，與人交市，若上皇之民矣。縣南有文狼究，下流逕通。」中國學者戴可來對這裡提到的「文狼人」、「文狼究」作出解釋：「文狼究（河流名）或因文狼人而得名。所說皆指文郎人，無『文郎國』。且『依樹止宿，魚食生肉』，『若上皇之民』，顯然是原始民族，尚未達到階級社會建立國家的水平。」

## 後世詮釋

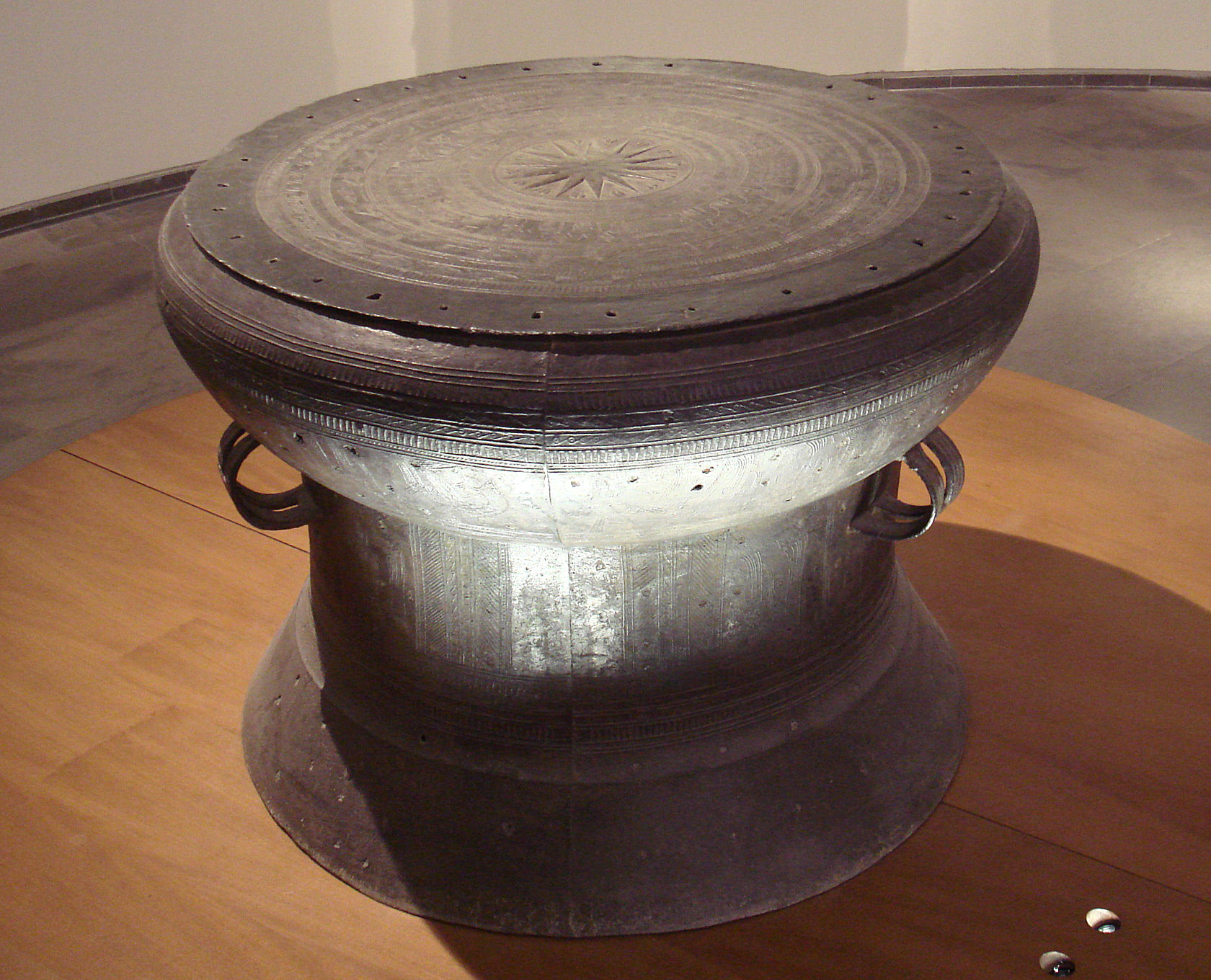
考古學發現的遠古時期東山文化，現代越南學者認為它與傳說裡的鴻龐氏相關

越南近代史家陳重金（陳仲金）認為，「從吳士連開始，自15世紀以後，我國的歷史才記述了有關上古時代的傳說。由此足可得知，有關這個時代的事情是難於確鑿可信的。不過，歷史學家却也收錄了這些俗傳的荒唐無稽的故事，它們全屬神仙鬼怪之說，完全違背自然的法則。但是，我們應該知道。任何國家都是如此，在混沌初期，誰都希望從神話之中尋找自己的根源來光耀自己的民族。無疑也因為這個道理，我國的史書記載鴻龐氏為『仙子龍孫』云云。」另外，陳重金又強調：「現在，我們根據舊史而敍述了各種故事，讀史者應該分辨何為真實的，何為捏造的，這樣才對學習歷史有益。」
1970年代越共學術機關越南社會科學委員會的學者，從社會發展的角度，認為「文郎國開始分化成為有階級的社會」，以及它的「各個部落組成部落聯盟，其首領是雄王。部落聯盟經過了一個暫時的過渡階段，逐漸帶有國家的萌芽形態。」此外，越共學者有另一種獨特的見解，就是鴻龐氏時期裡，「由母系社會轉變成父系社會的過程中，越南社會仍保持著一個相當穩固的傳統──母親、婦女在家庭中和社會上起重要作用。這些優良的傳統在越南社會上還長期保留著。」另外，現代越南史家又將考古學上的東山文化與傳說裡的鴻龐氏拉上關係，認為前者是「雄王時代的極盛時期」。
中國的越南歷史學家戴可來認為鴻龐氏傳說不足憑信，指出它是越南人雜糅了中國古籍裡的傳說及故事，並加以演繹及嫁接而成。例如鴻龐氏是炎帝神農氏的說法，是源於中國古籍稱炎帝「以火德王」，是南方的帝王；「貉龍君生百男」的說法，是從中國古籍裡有關百越的記載而演繹過來；「文郎國」的疆域是按百越的分佈區域描述的，其所轄「十五部」的名稱，都是中國漢代至唐代在越南所設的郡州縣名稱，因此，文郎國的傳說大概為唐代以後才編造出來。即使《水經注》引《林邑記》提到過「文狼人」，也只不過是原始民族，並未達到「階級社會建立國家」的水平。戴可來又指，越南著名學者如陶維英、陳重金（即陳仲金）等，均認為鴻龐氏傳說並不可信，只有70年代末、80年代初的越南當局，利用該傳說來大做反華文章，從而使之「完全墮落成為替地區霸權主義服務的偽史學」。

## 紀念活動

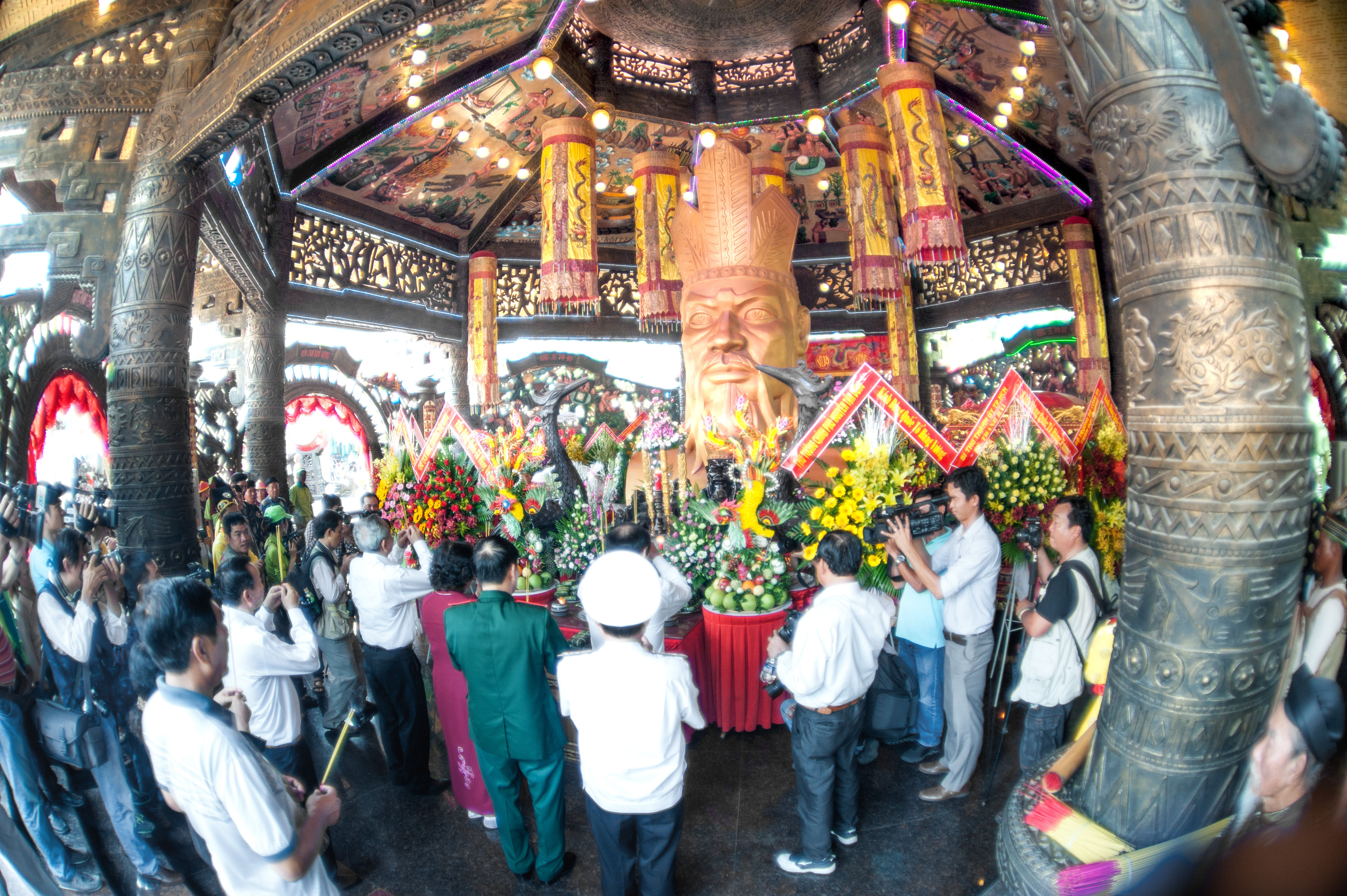
雄王誕祭祀雄王

在現今的越南，把每年的農曆三月初十，定為祭祀雄王的節日（越南語：Giỗ Tổ Hùng Vương 或 lễ hội đền Hùng ），全國放假一天，進行盛大的拜祭活動；政府官員會前往富壽省越池市的雄王廟參加祭典。
2012年，越南政府向聯合國教科文組織，申請將富壽省的雄王祭祀信仰列為「非物質文化遺產」，同年12月獲得批准認可。

## 廟宇與陵墓

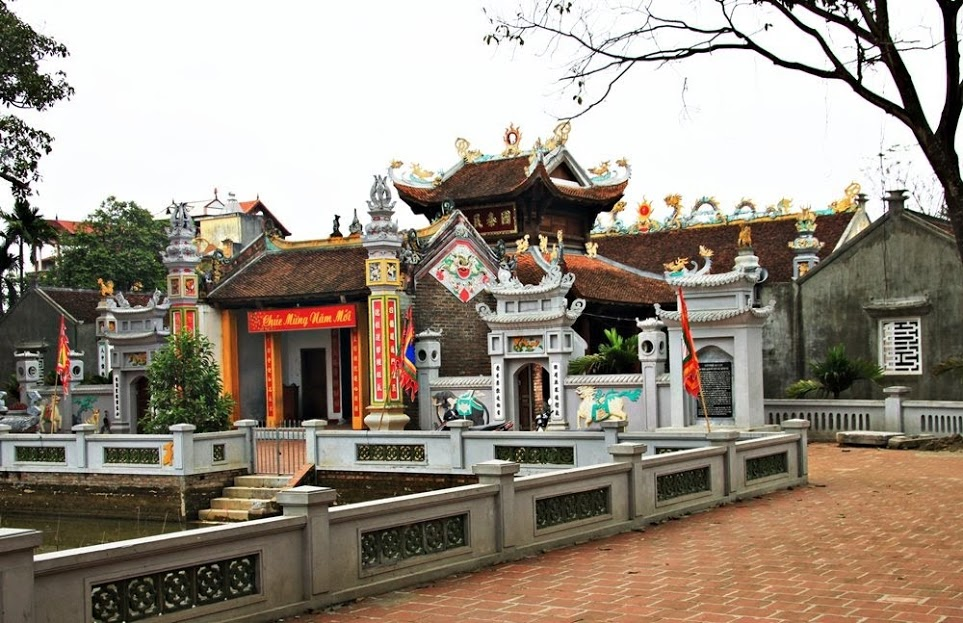
位於河內青威縣平明社的國祖祠
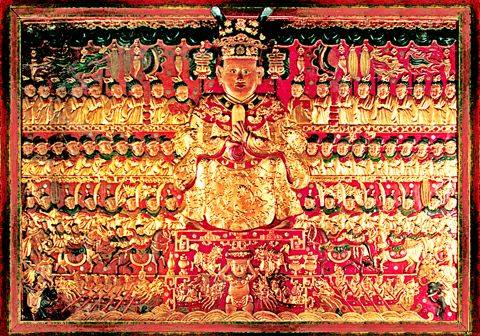
國祖祠內的雄王浮雕版畫
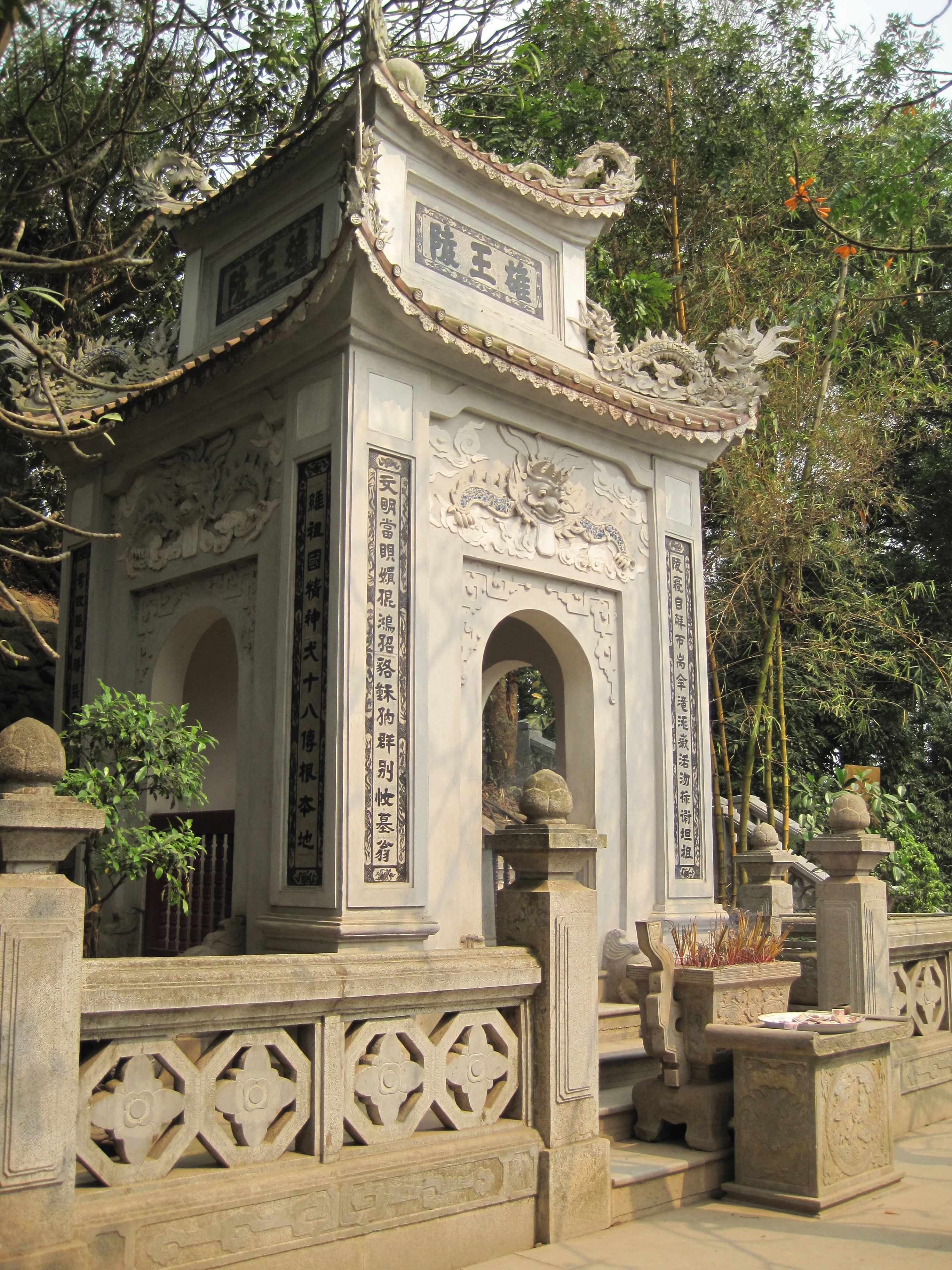
義嶺山第六代雄王雄暉王（Hùng Huy Vương）的陵墓
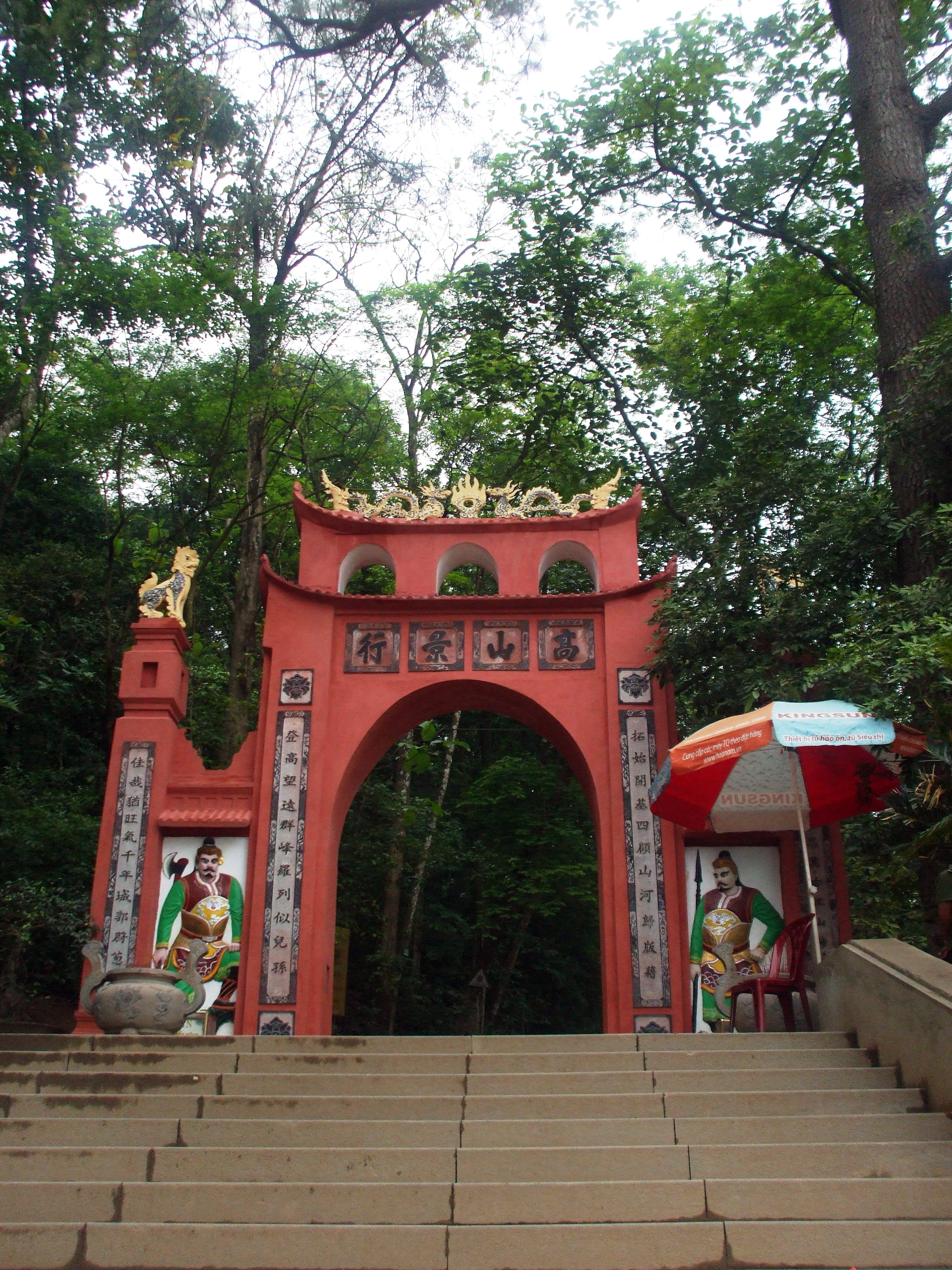
富壽省越池市義嶺山雄王廟的山門
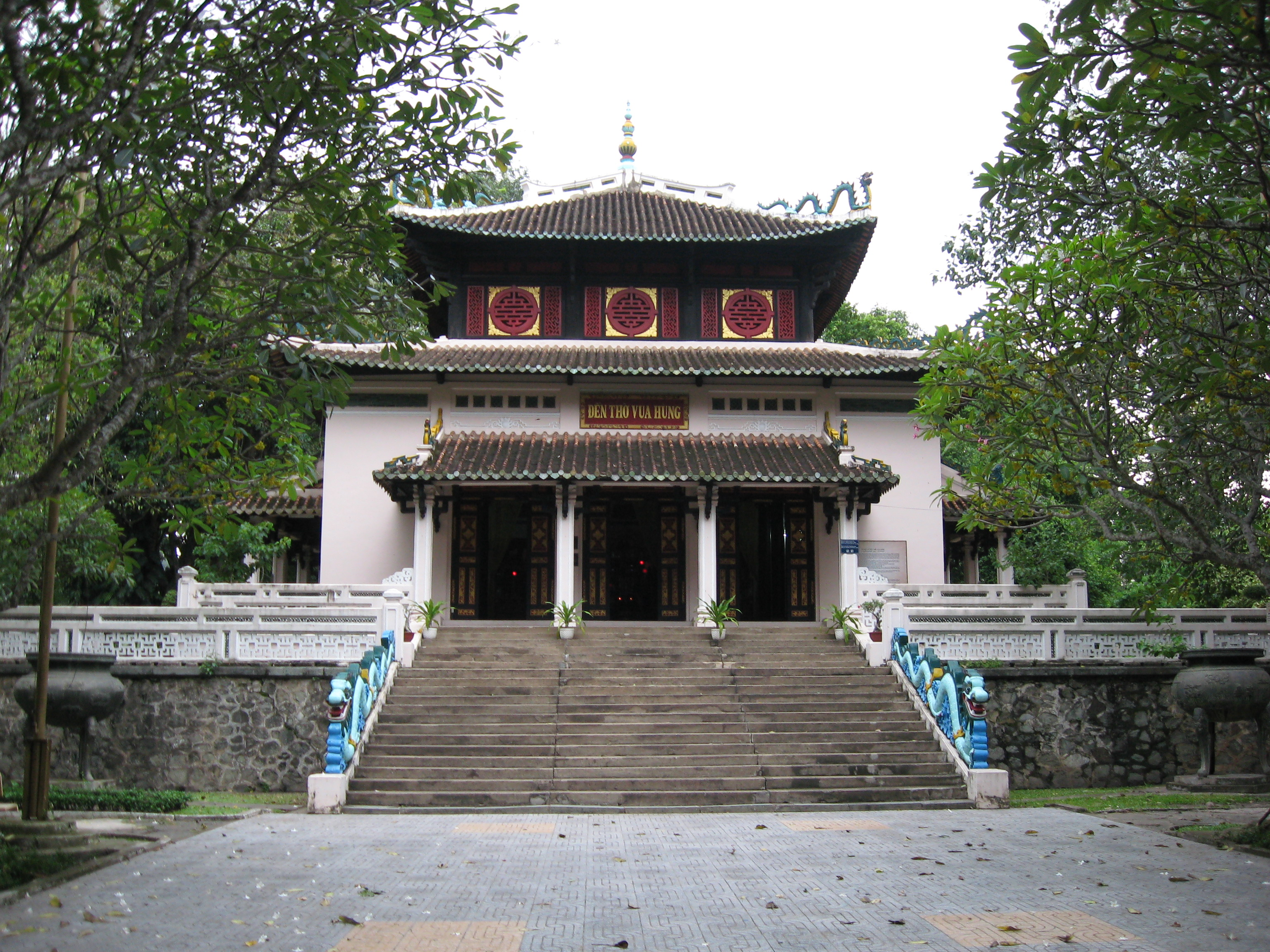
西貢動植物園的雄王廟
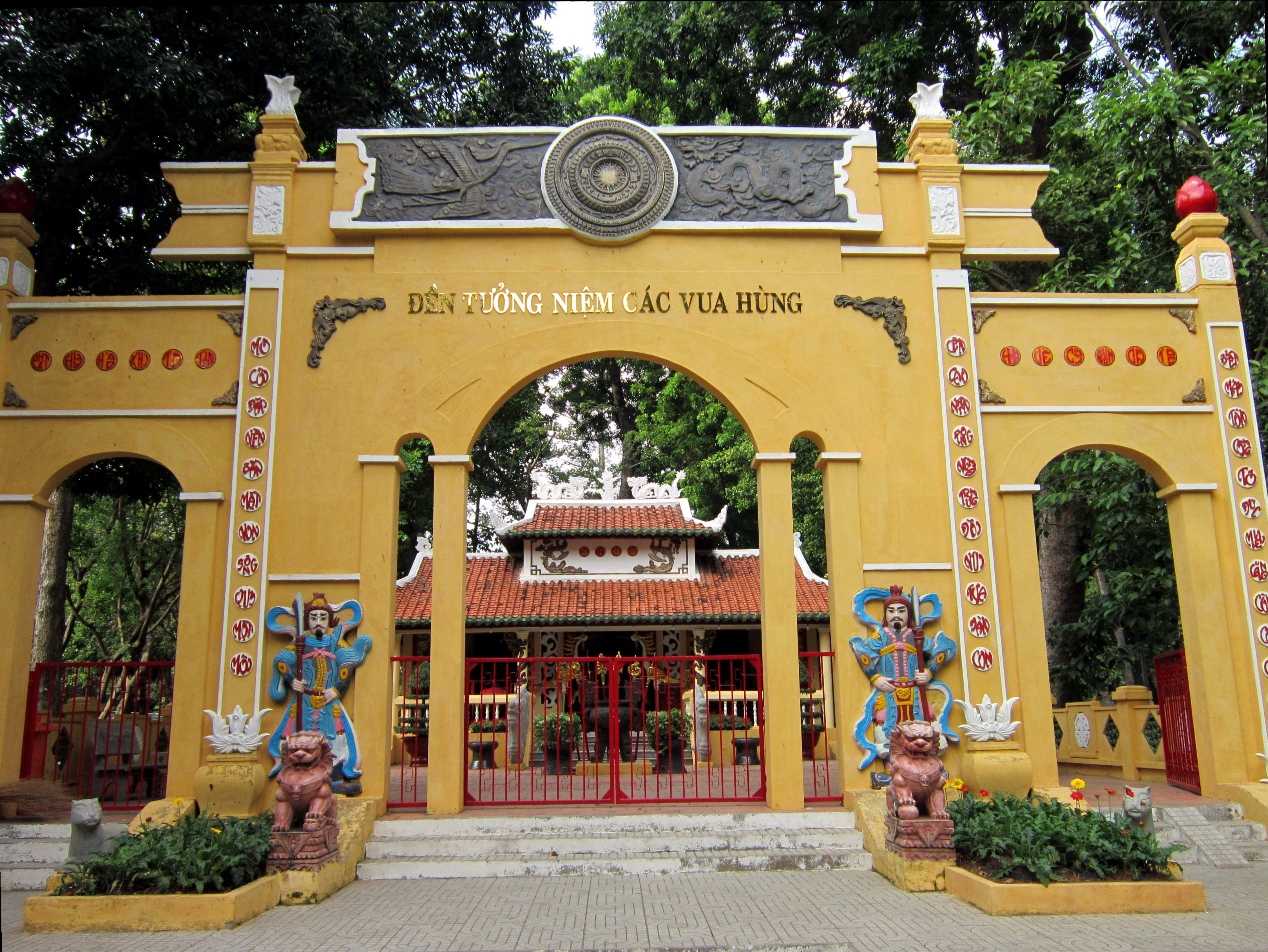
胡志明市第一郡騷壇公園的雄王廟

### 引用
1. ↑  陳重金（即陳仲金）《越南通史》（即《越南史略》）中譯本，13頁。
2. 1 2  吳士連等《大越史記全書》，97頁。
3. 1 2  《嶺南摭怪·鴻龐氏傳》，收錄於《嶺南摭怪等史料三種》，9頁。
4. ↑  戴可來《關於<嶺南摭怪>的編者、版本和內容》，附錄於《嶺南摭怪等史料三種》，265頁。
5. ↑  《嶺南摭怪·鴻龐氏傳》，收錄於《嶺南摭怪等史料三種》，9-10頁。
6. 1 2 3  《嶺南摭怪·鴻龐氏傳》，收錄於《嶺南摭怪等史料三種》，10頁。
7. 1 2 3 4  吳士連等《大越史記全書》，98頁。
8. 1 2 3 4  《越史略》（收錄於《欽定四庫全書·史部》第466冊），561頁。
9. ↑  岩村成允《安南通史》第一編第一章，星洲世界書局中譯本，10頁。
10. 1 2  陳重金（即陳仲金）《越南通史》（即《越南史略》）中譯本，15頁。
11. ↑  Tăng Dực Đào, p. 7
12. 1 2 3 4  Ngô Văn Thạo, p. 823-824
13. ↑  《嶺南摭怪·董天王傳》，收錄於《嶺南摭怪等史料三種》，15-16頁。
14. ↑  陳重金（即陳仲金）《越南通史》（即《越南史略》）自注，中譯本，16頁。
15. ↑  《嶺南摭怪·白雉傳》，收錄於《嶺南摭怪等史料三種》，23頁。
16. 1 2  《嶺南摭怪·鴻龐氏傳》，收錄於《嶺南摭怪等史料三種》，11頁。
17. ↑  越南社會科學委員會《越南歷史》中譯本，36頁。
18. ↑  《嶺南摭怪·金龜傳》，收錄於《嶺南摭怪等史料三種》，27頁。
19. ↑  吳士連等《大越史記全書》，100頁。
20. ↑  《嶺南摭怪·鴻龐氏傳》，收錄於《嶺南摭怪等史料三種》，10-11頁。
21. ↑  潘清簡等《欽定越史通鑑綱目》前編卷之一，雄王，「分國為十五部」條。
22. ↑  陳仲金《越南史略》中譯本，14頁。
23. ↑  司馬遷《史記‧南越列傳》，2969-2970頁。
24. ↑  《水經注疏》（酈道元注；楊守敬、熊會貞疏）卷三十七，江蘇古籍出版社點校本，3045頁。
25. ↑  范曄《後漢書‧馬援列傳》，839頁。
26. ↑  《水經注疏》（酈道元注；楊守敬、熊會貞疏）卷三十六，江蘇古籍出版社點校本，3005頁。
27. ↑  戴可來《關於<嶺南摭怪>的編者、版本和內容》，附錄於《嶺南摭怪等史料三種》，268頁。
28. ↑  陳重金（即陳仲金）《越南通史》（即《越南史略》），中譯本，16-17頁。
29. ↑  越南社會科學委員會《越南歷史》中譯本，34-35頁。
30. ↑  越南社會科學委員會《越南歷史》中譯本，38頁。
31. ↑  文新、阮靈等《雄王時代》，雲南省歷史研究所，49頁。
32. ↑  戴可來《關於<嶺南摭怪>的編者、版本和內容》，附錄於《嶺南摭怪等史料三種》，267-269頁。
33. ↑  .   [2008-06-05]. （原始内容存档于2016-03-24）.
34. ↑   Dieu Thi Nguyen，p。316.
35. ↑  .   [2020-12-03]. （原始内容存档于2016-03-05）.
36. ↑  . 祭祀雄王传承饮水思源传统.   [2020-10-21]. （原始内容存档于2020-10-22） （中文（中国大陆））.